# Schienenverkehr in Simbabwe

Simbabwe mit Bahnstrecken

Der Schienenverkehr in Simbabwe findet auf einem Netz mit einer Länge von 3077 Kilometer (Stand 2010) statt. Alle heute noch betriebenen Strecken sind in der im südlichen Afrika üblichen Kapspur gebaut. Betreiber der meisten Strecken sind die staatlichen National Railways of Zimbabwe (NRZ). Die Strecke Bulawayo–Beitbridge über Mbalabala und Gwanda wird dagegen privat betrieben.

## Topografie
Simbabwe ist ein Binnenstaat im südlichen Afrika, der im Hochland liegt, aber nur wenige Gebirgszüge aufweist. Die Flüsse Sambesi und Limpopo sind Grenzflüsse des Landes nach Norden und Süden. Simbabwe ist mit seinen vier Nachbarstaaten durch Bahnstrecken verbunden. Für den Güterverkehr sind die Strecken nach Beira und Maputo in Mosambik sowie die Strecke Richtung Richards Bay in Südafrika von großer Bedeutung. Weitere grenzüberschreitende Strecken führen im Südwesten über Plumtree nach Botswana und im Westen über Victoria Falls nach Sambia.

## Geschichte
Das heutige Simbabwe war ab dem Ende des 19. Jahrhunderts eine britische Kolonie, die zunächst von der South Africa Company verwaltet wurde, die wiederum von Cecil Rhodes gegründet worden war. Ab 1895 nannte sich das Herrschaftsgebiet der South Africa Company „Rhodesien“, das Gebiet, das später Simbabwe bildete, wurde als Südrhodesien bezeichnet. Die Politik war insgesamt auf die Interessen der britischen Kolonialmacht ausgerichtet, auch die Planung der Eisenbahnstrecken. 1893 wurde die Bechuanaland Railway Company in London mit dem Ziel gegründet, eine Eisenbahnstrecke bis Victoria Falls zu errichten, 1897 die Mashonaland Railway Co. Ltd. (MRC) mit dem Ziel, eine Eisenbahn zwischen Salisbury (heute: Harare) und Umtali zu bauen und zu betreiben. Die Bechuanaland Railway Company wurde 1899 in Rhodesia Railways umbenannt. Darüber hinaus wurden eine Reihe weiterer Gesellschaften gegründet, um Strecken in Südrhodesien und den benachbarten Gebiete zu errichten. Neben den kapspurigen Strecken gab es Schmalspurstrecken in den Spurweiten 762 mm und 610 mm.
1900 wurde die Beirabahn, vom damaligen Salisbury zur Hafenstadt Beira am Indischen Ozean vollendet. Die Strecke wurde anfangs von der MRC betrieben. Der Bau einer Kap-Kairo-Bahn von Südafrika bis Ägypten war geplant, wurde jedoch nur teilweise realisiert, darunter auch die Streckenabschnitte im heutigen Simbabwe. Dazu zählt die Strecke von Kapstadt in Südafrika über das damalige Betschuanaland, Bulawayo, Victoria Falls und Nordrhodesien bis in das damalige Leopoldville in Belgisch-Kongo. Der Bau des 1054 Kilometer langen Abschnitts Bulawayo–Broken Hill wurde 1903 begonnen und 1906 fertiggestellt. Weitere Hauptstrecken wurden von Bulawayo nach Salisbury und von Somabhula an der Strecke Bulawayo–Salisbury nach Maputo gebaut. Hinzu kamen mehrere Stichstrecken innerhalb des Landes.
1927 wurde die MRC Teil der RR. In den Folgejahren wurden eine Reihe kleinerer Bahngesellschaften ebenfalls mit der RR vereinigt und der Betrieb bis Mafeking in Südafrika, einschließlich der durch Betschuanaland führenden Strecke übernommen. Die RR betrieb so die meisten Bahnstrecken in der Föderation von Nyasaland, Nord- und Südrhodesien, die von 1953 bis 1963 bestand. Mit der Auflösung dieses Gebildes wurde die Bahn zwischen Nord- und Südrhodesien geteilt. Die Bahngesellschaft behielt in Südrhodesien den Namen Rhodesia Railways bei. 1979 wurde die Bahn dann zunächst in Zimbabwe Rhodesian Railway umbenannt, 1980 dann in National Railways of Zimbabwe. Darin spiegelt sich jeweils die politische Veränderung des nun Zimbabwe genannten Staates.
Die rund 300 Kilometer lange Strecke von Gweru nach Harare wurde 1983 elektrifiziert (25 kV Wechselstrom, 50 Hz). 1987 wurde die in Botswana gelegene Teilstrecke verselbständigt und daraus eine eigene Staatsbahn in Botswana gegründet. 1999 wurde die privat errichtete und betriebene Bulawayo–Beitbridge Railway (BBR) über Mbalabala und Gwanda eröffnet. Sie soll 2029 an die NRZ fallen. Deren nördlicher Streckenteil zwischen Heany Junction und West Nicholson besteht schon seit 1905 und wurde bis 1999 als Nebenbahn der NRZ betrieben, während die weitere Trasse bis Beitbridge neu errichtet wurde. Die Strecke dient als direkte Verbindung von Bulawayo nach Südafrika, so dass der Umweg über Botswana oder Somabhula entfällt.

## Betrieb

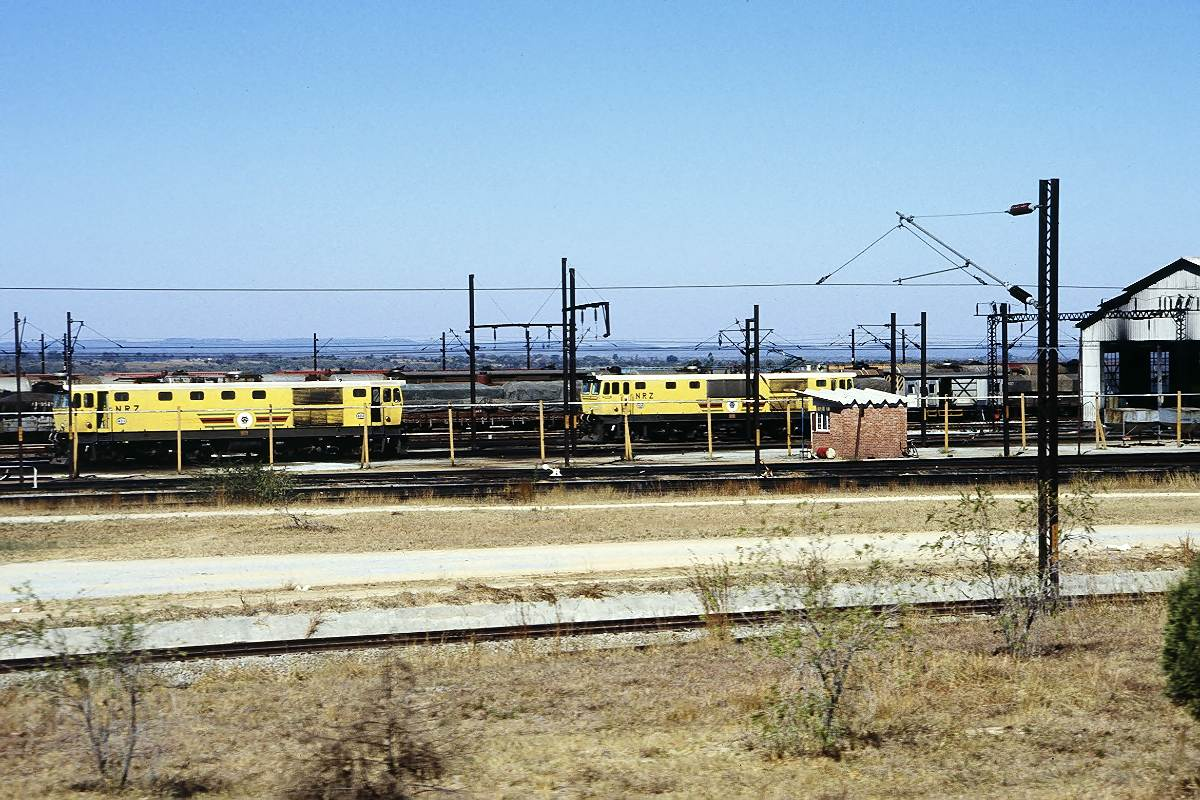
Zwei abgestellte E-Loks im Bahnbetriebswerk Gweru (1990)

Die Strecken werden im Güter- und teilweise im Personenverkehr betrieben. Güterverkehr findet vor allem auf den Hauptstrecken von und zu den Häfen statt. Aufgrund der Wirtschaftskrise des Landes ist er stark eingeschränkt. Das Streckennetz wird hier beschrieben.
Bis 1999 verkehrten Personenzüge regelmäßig über Lobatse in Botswana und über Beitbridge nach Südafrika. 2009 wurde die Anzahl der Personenzüge im innerstaatlichen Verkehr verringert. 2010 verkehrten fünf Zugpaare pro Woche von Bulawayo nach Victoria Falls, drei Zugpaare von Harare nach Bulawayo. Daneben verkehren gelegentlich touristische Luxuszüge wie der Blue Train und der Pride of Africa durch Simbabwe.
Alle Strecken werden gegenwärtig mit Diesellokomotiven befahren, da der elektrische Betrieb zwischen Gweru und Harare eingestellt werden musste (Stand 2010). In Gweru, im Zentrum des Landes, befindet sich das größte Bahnbetriebswerk.
Allerdings ist zur Zeit (2024) der gesamte Personenzugverkehr in Simbabwe eingestellt.

## Sonstiges
In Bulawayo befindet sich das Eisenbahnmuseum der NRZ.